# Shadowhunters - Città delle anime perdute
Shadowhunters: The Mortal Instruments - Città delle Anime Perdute (The Mortal Instruments - City of Lost Souls) è un romanzo fantasy di Cassandra Clare, pubblicato l'8 maggio 2012 negli Stati Uniti e il 7 ottobre 2012 in italiano. È il quinto capitolo della saga Shadowhunters.

## Trama
Jace è sparito, così com’è scomparso misteriosamente anche il corpo del fratello di Clary, ovvero il figlio malvagio di Valentine, Sebastian. Lilith è stata sconfitta alla fine del precedente libro, ma dei due ragazzi non vi è traccia.
Dopo diverse ore di testimonianza difronte al Conclave, che non sta facendo alcun passo avanti nelle ricerche di Jace, Clary, disperata per quanto sta accadendo, si sfoga prima con Isabelle e poi con Alec, che provano gli stessi sentimenti che prova lei ma non possono farci assolutamente nulla. Successivamente, insieme a Simon, ora trasformatosi in vampiro con il Marchio di Caino sulla fronte, e con l'aiuto dello stregone Magnus, i ragazzi tentano di localizzare Jace, inutilmente. Clary, così, si incontra con la Regina della Corte Seelie che le propone un accordo: la ragazza dovrà riconsegnarle due anelli che le appartenevano precedentemente e ora in mano al Conclave e in cambio la Regina la aiuterà a trovare Jace. Clary, decisa, si intrufola nella biblioteca del Conclave e trova i due anelli, ma poi si accorge che lì dentro ci sono anche Sebastian e Jace. Clary è sorpresa nel vedere Sebastian che tratta con gentilezza Jace e che quest'ultimo si atteggi con il fratello di Clary con molta confidenza. Quando i due se ne vanno, Clary, scioccata, scappa.  
Quella sera, Jace, accompagnato proprio da Sebastian, arriva a casa di Clary, gettando nel panico la ragazza, la madre Jocelyn e Luke. Clary si accorge subito che c'è qualcosa di profondamente sbagliato, in Jace. Non è più lui o, perlomeno, sembra posseduto/legato a Sebastian. Con orrore, inoltre, Clary scopre che, se ferisce uno, irrimediabilmente ferisce anche l'altro. Nel combattimento che ne segue, infatti, Jocelyn ferisce Sebastian, facendo lo stesso contemporaneamente con Jace, così che il figlio di Valentine reagisca colpendo Luke, ferendolo gravemente. Il lupo mannaro viene condotto dal suo clan per curarlo, mentre tutti gli shadowhunters si rifugiano a casa di Magnus, che è ancora in rapporti tesi con Alec. Clary incontra Simon e gli comunica che non ha restituito gli anelli alla Regina perché intende usarli per altri scopi: donare uno dei due a Simon, cosicché loro possano comunicare telepaticamente quando Clary si donerà a Jace per far finta di unirsi a lui e Sebastian. Simon tenta di convincerla a desistere, ma la ragazza è irremovibile e alla fine il vampiro accetta, promettendo di non dirlo a Jocelyn. Clary dunque incontra Jace e inizia il suo piano.
Isabelle, intanto, accetta il fatto che si è ormai innamorata di Simon e lo invita quasi ogni sera a dormire con lei a casa di Magnus. In una di quelle, la ragazza bacia Simon, ma lui, sentendo il profumo del suo sangue, si stacca, confessando a Isabelle di non nutrirsi da giorni. Così, la ragazza si apre la camicia e ordina a Simon di morderla. Sebbene il vampiro inizialmente non voglia, alla fine cede e con sua sorpresa Isabelle è sessualmente eccitata da questo gesto. Così, i due si rimettono a letto. Nel frattempo Jordan e Maia, mentre si dirigono dal Praetor Lupus, si baciano, tornando fidanzati. Maia ha finalmente accettato che Jordan non era in sé quando l'aveva morsa ed è sinceramente pentito per ciò che le ha causato. Giunti alla caserma, conoscono il capo di Jordan e poi si sistemano in camera del ragazzo. Mentre questo va a farsi una doccia, Maia, dopo averci rimuginato su, si denuda completamente e si infila in doccia con Jordan. 
La mattina dopo, Jocelyn scopre che Clary è andata con Sebastian e Jace e accusa Simon di non averla fermata, addirittura definendolo una delusione per non averla incatenata al tavolo. Isabelle, che non si è rivelata pronta per dichiarare il suo amore a Simon, la rimprovera aspramente e Jocelyn se ne va infuriata. Poco dopo, Magnus proferisce un piano folle: evocare il potentissimo demone Azazel per attaccare Sebastian e ucciderlo. Evocatolo, il perfido demone dichiara che avrebbe rivelato il suo piano, ma a condizione che tutti i presenti gli donino un loro ricordo. Dopo averlo fatto, Azazel propone di recuperare Sebastian dalla sua dimora e portarlo all'inferno con sé, così da rompere il legame con Jace, ma in cambio di questo pretende la libertà, cosa vietatissima dal Conclave. Infatti, Magnus rifiuta l'accordo e Azazel, che non ci sta, minaccia di rimanere per sempre nella sua casa e tormentarlo finché non avesse accettato. Simon, distrattosi, finisce nella bolla in cui è contenuto Azazel, che lo attacca, ma il Marchio di Caino ferisce il demone, che, sinceramente spaventato da esso, se ne va, preferendo non mettersi contro chi ha declinato al proprio volere la volontà del cielo. 
Simon, così, ha un'idea: evocare l'angelo Raziel per farsi consegnare una spada in grado di rompere il legame. L'evocazione funziona, ma l'angelo è furioso e intende uccidere Simon, ma si accorge che costui ha il Marchio di Caino, pertanto non può farlo. Simon, così, gli fa notare che, dal momento che non può ucciderlo, può evocare Raziel infinite volte finché esso non cede. L'angelo, dopo essersi concesso una risata, acconsente e gli dona Gloriosa, la spada dell'Arcangelo Michele, in cambio del Marchio, giurando di non provare mai a uccidere il vampiro.
Intanto, Clary sta continuando a far buon viso a cattiva sorte in casa di Sebastian per provare a far tornare in sé Jace. Dopo aver visitato varie città, fra cui Venezia, Vienna, Praga e Parigi, Clary riesce a sfigurare leggermente la runa del legame, facendo tornare in sé Jace, anche se temporaneamente. I due hanno un breve rapporto sessuale, prima che Jace riferisca a Clary di volersi consegnare al Conclave per sventare il piano. Clary, sapendo che Jace verrebbe imprigionato o forse ucciso, egoisticamente chiama Sebastian, che ripristina la runa di Jace, non prima che questo gli abbia rinfacciato il suo odio puro nei suoi confronti. Sebastian, però, sta ingannando Clary, facendole credere di essere buono e di voler instaurare un rapporto fraterno con lei, ma in realtà la sua è tutta una strategia per avere la fiducia della sorella. 
Inoltre, grazie a Jace, Sebastian corromperà un’ex Sorella di Ferro (Shadowhunters donna che forgiano le armi per i Cacciatori di tutto il mondo), Magdalena, per farle forgiare una nuova Coppa Mortale, però demoniaca. Dopodiché, Jace la uccide. 
Nel mentre, Alec, all’insaputa di Magnus, continua a vedersi di nascosto con Camille, dopo averla liberata nel libro precedente da Lilith, al fine di complottare con lei per togliere l’immortalità al compagno stregone che, in quanto immortale, non invecchierà mai e non potrà vivere per sempre insieme ad Alec. 
Una notte, Sebastian rivela a Clary di aver sempre saputo che lei complottava alle sue spalle, essendo in combutta con la Regina delle fate. Clary riesce a sorprendere Sebastian, rompendo gli anelli e tirandogli un pugno in pancia, ma viene raggiunta dal fratello, che mostra il suo lato maniaco tentando di stuprare la ragazza. Clary riesce incredibilmente ad avere la meglio su Sebastian, ma sul punto di ucciderlo, si ricorda che farebbe lo stesso anche con Jace e rinuncia. Sebastian recupera una balestra e minaccia Clary. Una volta giunti in Irlanda, al Settimo Sito Sacro, Sebastian raduna degli Shadowhunters a lui fedeli e, con il sangue di Lilith versato nella Coppa Demoniaca, li trasforma in Shadowhunters oscuri, ovvero in Ottenebrati: guerrieri molto più potenti del normale. Tra di essi c'è anche Amatis, la sorella di Luke.
Ovviamente, Sebastian vorrebbe trasformare anche Clary, in modo che possa essere la sua compagna, ma viene fermato dall’arrivo di Simon, Isabelle, Alec, Magnus e gli altri, accorsi in aiuto della loro amica dopo aver convinto il Conclave. 
Simon consegna la spada angelica a Clary, che non riuscendo a trovare Sebastian dopo essersi liberata da lui, si trova davanti Jace e, a malincuore, lo colpisce, bruciando la sua malvagità e lo libera dal legame con Sebastian.
Jace, dopo la battaglia da cui Sebastian è fuggito, viene portato all'Istituto e viene curato dai Fratelli Silenti, in particolar modo da Fratello Zaccaria, a cui sta molto a cuore la sorte degli Herondale. Qui si scopre che ora Jace ha il fuoco celeste nelle vene e che può combattere con Sebastian usandolo. Tuttavia, il malvagio Morgenstern ha lasciato un messaggio al Conclave: ERCHOMAI. Sto arrivando.

## Edizioni
- Cassandra Clare, Shadowhunters - Città delle anime perdute, traduzione di Manuela Carozzi, collana Chrysalide, Arnoldo Mondadori Editore, 2012,  ca. 552 pagine, ISBN 978-88-04-62207-9.
- Cassandra Clare, Shadowhunters - Città delle anime perdute, traduzione di Emanuela Cozzi, collana Oscar Bestsellers, 578 pagine